# The Secluded
The Secluded ist eine deutsche Rockband, die 2012 in Frankfurt am Main gegründet wurde. Die Band besteht aus Miro Kania (Gesang, Gitarre), Marco Desch (E-Bass, Gesang), Kris Ralph (Schlagzeug) und Dominik Labitzke (Gitarre). The Secluded verbindet stilistisch Alternative mit Elementen aus Surf, Reggae und Flamenco und kann dem Subgenre New Prog zugeordnet werden.

## Geschichte
Die einzelnen Mitglieder von The Secluded waren zunächst Mitglieder in verschiedenen hessischen Bands, bevor sie sich im Jahr 2012 in Frankfurt am Main zusammenfanden. Bereits ein Jahr später begann die Band in Eigenregie mit den Aufnahmen des Debütalbums. Im Herbst 2013 unterschrieb die Band beim Berliner Label Motor einen Plattenvertrag. Die Veröffentlichung des ersten selbstbetitelten Albums erfolgte am 1. August 2014.

## Diskografie
- 2014: The Secluded (Motor Music/H’Art)
- 2025: Dreamscape (Bellaphon)